# Jyrki Katainen
Jyrki Tapani Katainen (Siilinjärvi, 14 de octubre de 1971) es un político finlandés, actual vicepresidente de la Comisión Europea. Anteriormente fue líder del partido Coalición Nacional de 2004 a 2014 y primer ministro de Finlandia de 2011 a 2014.
Como líder de la Coalición Nacional, Katainen se presentó como cabeza de lista en las elecciones nacionales de 2007, en las que quedó en segunda posición. El político formó parte de un gobierno de coalición presidido por el vencedor de los comicios, Matti Vanhanen, en el que fue nombrado ministro de Economía. Katainen volvió a presentarse en 2011, y venció en las elecciones parlamentarias de ese año con el 20,4 % de los votos, por lo que fue designado primer ministro de Finlandia.

## Biografía
Los primeros contactos de Katainen con la política tuvieron lugar mientras estudiaba Ciencias Sociales en la Universidad de Tampere. En ese tiempo se afilió a las juventudes de la Coalición Nacional, partido conservador de Finlandia. Con 24 años se presentó a las elecciones al Parlamento Europeo, pero no fue elegido y se planteó abandonar la política. Tras los comicios, se marchó a Londres para trabajar en la embajada finlandesa, al tiempo que lo compaginaba con sus estudios.
Cuando regresó a Finlandia y se licenció, la Coalición Nacional le convenció para que se presentara a las elecciones legislativas de 1999. En esos comicios, Katainen obtuvo su primer acta de diputado con solo 27 años. Durante su etapa en la oposición al Gobierno, destacó como uno de los principales rostros de su partido, y ocupó su vicepresidencia en 2001. Tres años después, la Coalición Nacional le designó presidente. También llamó la atención del Partido Popular Europeo, donde ejerció como vicepresidente de 2003 a 2006.
Katainen se presentó por primera vez como candidato a primer ministro de Finlandia en 2007. En su primer intento, quedó en segunda posición con el 22,26 % de los votos y 50 escaños, uno menos que el vencedor, el Partido del Centro liderado por Matti Vanhanen. El Partido de Centro formó un gobierno de unidad con la Coalición Nacional, y Jyrki Katainen fue nombrado ministro de Economía. Durante su etapa en esa cartera, Katainen tuvo que enfrentarse a la crisis financiera de 2008 y la crisis del euro en 2010. Su país entró en recesión, por lo que tuvo que tomar medidas de ajuste y recortes para salir de ella. Su labor fue reconocida por el diario Financial Times como "la mejor" al frente de un ministerio de finanzas en la Unión Europea.
Katainen volvió a presentarse a las elecciones parlamentarias de 2011 como cabeza de lista de la Coalición Nacional, y en esta ocasión su partido ganó con el 20.4% de los votos y 44 escaños, dos más que el Partido Socialdemócrata de Finlandia. Ese año fue nombrado primer ministro, formando un gobierno de coalición con cinco partidos más.

### Unión Europea
En junio de 2014 dimitió como primer ministro finlandés, con vistas a iniciar su carrera política en la Unión Europea. Entre el 1 de noviembre de 2014 y el 30 de noviembre de 2019 fue vicepresidente de la Comisión Europea y comisario europeo de Fomento de Empleo en la Comisión Juncker.

## Ideología
Katainen es el presidente de la Coalición Nacional, un partido de carácter conservador que forma parte del Partido Popular Europeo.
Durante su mandato como ministro de Finanzas, adoptó medidas liberales para reactivar la economía finlandesa, que entró en recesión durante la crisis financiera de 2008. En las elecciones de 2011 prometió subir la edad de jubilación, rebajar impuestos a las empresas para fomentar la creación de empleo, y apoyar la energía nuclear.